# Heteromysis kossmanni
Heteromysis kossmanni är en kräftdjursart som beskrevs av Nouvel 1964. Heteromysis kossmanni ingår i släktet Heteromysis och familjen Mysidae. Inga underarter finns listade i Catalogue of Life.